# Estación de Policlínico de Arriondas
Policlínico de Arriondas es un apeadero ferroviario situado en el municipio español de Parres, en el Principado de Asturias. Forma parte de la red de vía estrecha operada por Renfe Operadora a través su división comercial Renfe Cercanías AM. Cuenta con servicios regionales.

## Situación ferroviaria
La estación se encuentra en el punto kilométrico 381,9 de la línea férrea de ancho métrico que une Oviedo con Santander, entre las estaciones de Ozanes y Arriondas, a 39 metros de altitud. El tramo es de vía única y está electrificado a 1500 voltios CC desde 2011, cuando concluyeron los trabajos de electrificación del tramo Infiesto-Arriondas.

## Historia
Aunque situada en el tramo Infiesto-Arriondas abierto por los Compañía de los Ferrocarriles Económicos de Asturias el 10 de junio de 1903 no se dispuso de ninguna parada en el lugar. Su creación es posterior para dar servicio al centro hospitalario cercano. 

## Servicios ferroviarios

### Regionales
Los trenes regionales que unen Oviedo y Santander tienen parada en la estación.
| Línea | Origen/Destino | Paradas intermedias | Destino/Origen |
| ----- | -------------- | --- | -------------- |
|       | Oviedo         | La Corredoria · Parque Principado · Colloto · Meres · Fonciello · El Berrón · La Carrera · Pola de Siero · Los Corros · Lieres · El Remedio · Llames · Nava · Fuente Santa · Ceceda · Carancos · Pintueles · Infiesto · Infiesto-Apeadero · Villamayor · Sebares · Soto de Dueñas · Ozanes · Policlínico de Arriondas · Arriondas · Fuentes · Toraño · Cuevas · Llovio · Ribadesella · Camango · Belmonte · Nueva · Villahormes · Posada · Balmori · Celorio · Poo · Llanes · San Roque del Acebal · Vidiago · Pendueles · Colombres · Unquera · Pesúes · San Vicente de la Barquera · El Barcenal · Roiz · Treceño · Cabezón de la Sal · San Pedro de Rudagüera · Puente San Miguel · Torrelavega-Centro | Santander      |